# Campeonato Femenino de la UEFA de 1995
El Campeonato Femenino de la UEFA de 1995 fue la sexta edición del máximo torneo de selecciones femeninas de fútbol en Europa, organizado por la UEFA. Se disputó entre el 23 de febrero y el 26 de marzo de 1995 en varias sedes del continente, con la final en Alemania.
Alemania ganó la competencia por tercera vez (contando con la victoria de Alemania Occidental en la Competición Europea de Fútbol Femenino de 1989).

## Formato de competición
En la ronda de clasificación, 29 equipos se dividieron en 8 grupos (que contienen 3 o 4 equipos), con el ganador de cada grupo avanzando a los cuartos de final. En los cuartos de final y semifinales, los partidos se jugaron en casa y fuera de casa. En la final, solo se jugó un partido, y el ganador reclamó el título de la Eurocopa Femenina. Si bien uno de los partidos de semifinales se jugó en 1994, y no hubo un anfitrión singular, la UEFA considera las semifinales y la final como parte del torneo final.

## Equipos participantes
| Alemania   | 3 | Campeona en 1989, 1991 |
| Inglaterra | 2 | Semifinalista en 1987  |
| Noruega    | 4 | Campeona en 1987, 1993 |
| Suecia     | 3 | Campeona en 1984       |

1 Negrilla indica campeón para ese año. Italica indica anfitrión para ese año.

## Resultados
|  | Semifinal  | Semifinal  | Semifinal | Semifinal |   |          | Final    | Final | Final |  |
|  |            |            |           |           |   |          |          |       |       |  |
|  |            |            |           |           |   |          |          |       |       |  |
|  | Inglaterra | Inglaterra | 1         | 1         |   |          |          |       |       |  |
|  | Inglaterra | Inglaterra | 1         | 1         |   |          |          |       |       |  |
|  | Alemania   | Alemania   | 4         | 2         |   |          |          |       |       |  |
|  | Alemania   | Alemania   | 4         | 2         |   | Alemania | Alemania | 3     |       |  |
|  |            |            |           |           |   | Alemania | Alemania | 3     |       |  |
|  |            |            | Suecia    | Suecia    | 2 |          |          |       |       |  |
|  | Noruega    | Noruega    | Suecia    | Suecia    | 2 | 4        | 1        |       |       |  |
|  | Noruega    | Noruega    |           |           |   | 4        | 1        |       |       |  |
|  | Suecia     | Suecia     | 3         | 4         |   |          |          |       |       |  |
|  | Suecia     | Suecia     | 3         | 4         |   |          |          |       |       |  |
|  |            |            |           |           |   |          |          |       |       |  |

### Semifinales
| 11 de diciembre de 1994 | Inglaterra | 1:4 (1:1) | Alemania                                          | Vicarage Road, Watford,                                |                                                        |
|                         | Farley 7'  | Reporte   | Mohr 32', 80' · Brocker 68' · Wiegmann 87 (pen.)' | Asistencia: 800 espectadores Árbitro(s): Sándor Piller | Asistencia: 800 espectadores Árbitro(s): Sándor Piller |

| 23 de febrero de 1995                     | Alemania                     | 2:1 (1:1) | Inglaterra | Rewirpowerstadion, Bochum,                                    |                                                               |
|                                           | Waller 34 (a.g)' · Prinz 79' | Reporte   | Farley 1'  | Asistencia: 7,000 espectadores Árbitro(s): Kostadin Guerninov | Asistencia: 7,000 espectadores Árbitro(s): Kostadin Guerninov |
| Alemania ganó 6-2 en el resultado global. |                              |           |            |                                                               |                                                               |

| 26 de febrero de 1995 | Noruega                                     | 4:3 (1:1) | Suecia                                  | Sørlandshallen, Kristiansad,                           |                                                        |
| 16:00                 | Aarønes 44', 64' · Sandberg 60' · Waage 89' | Reporte   | Kalte 15' · Andelén 55' · Johansson 61' | Asistencia: 2,098 espectadores Árbitro(s): Finn Lambek | Asistencia: 2,098 espectadores Árbitro(s): Finn Lambek |

| 4 de marzo de 1995                      | Suecia                             | 4:1 (0:1) | Noruega     | Tipshallen, Jönköping,                                   |                                                          |
| 13:00                                   | Kalte 53' · Videkull 59', 61', 76' | Reporte   | Medalen 28' | Asistencia: 2,147 espectadores Árbitro(s): William Young | Asistencia: 2,147 espectadores Árbitro(s): William Young |
| Suecia ganó 7-5 en el resultado global. |                                    |           |             |                                                          |                                                          |

### Final
| 26 de marzo de 1995 | Alemania                               | 3:2 (1:1) | Suecia                    | Estadio Fritz Walter, Kaiserslautern                 |                                                      |
|                     | Meinert 33' · Prinz 64' · Wiegmann 85' | Reporte   | Anderson 6' · Andelén 89' | Asistencia: 8,500 espectadores Árbitro(s): Ikka Koho | Asistencia: 8,500 espectadores Árbitro(s): Ikka Koho |

|                              |
| Bandera de Alemania          |
| Campeón Alemania 3.er título |

## Goleadoras
3 goles
- Lena Videkull

2 goles
| - Karen Farley - Heidi Mohr - Birgit Prinz | - Bettina Wiegmann - Ann Kristin Aarønes | - Anneli Andelén - Ulrika Kalte |

1 gol
| - Maren Meinert - Patricia Brocker - Linda Medalen | - Kristin Sandberg - Anita Waage | - Malin Andersson - Helen Johansson |

Autogoles
- Lousie Waller (contra Alemania)